# 韓城市
韓城市（かんじょう-し）は、中華人民共和国陝西省渭南市に位置する県級市。
韓城市の古称は竜門である。春秋時代の晋に韓原と称された。戦国時代魏の文侯6年（前440年）に少梁に改称された。秦の恵文君11年（前327年）に夏陽県に改称された。隋の開皇18年（598年）に韓城県と改称された。
『史記』の著者司馬遷は夏陽県竜門（現在の芝川鎮）の出身である。

## 行政区画
- 街道:新城街道、金城街道
- 鎮:竜門鎮、桑樹坪鎮、芝川鎮、西荘鎮、芝陽鎮、板橋鎮

## 宗教施設
- 慶善寺